# ئی‌ام‌دی جی‌پی۴۰
ئی‌ام‌دی جی‌پی۴۰ (انگلیسی: EMD GP40) یک لوکوموتیو دیزلی ساخت شرکت جنرال موتورز دیزل و الکترو-موتیو دیویژن بوده است.
این لوکوموتیو که مابین سال‌های ۱۹۶۵ تا ۱۹۷۱ تولید می‌شده دارای ۱۶ سیلندر و ۳۰۰۰ اسب بخار توان خروجی بوده است.

## نگارخانه

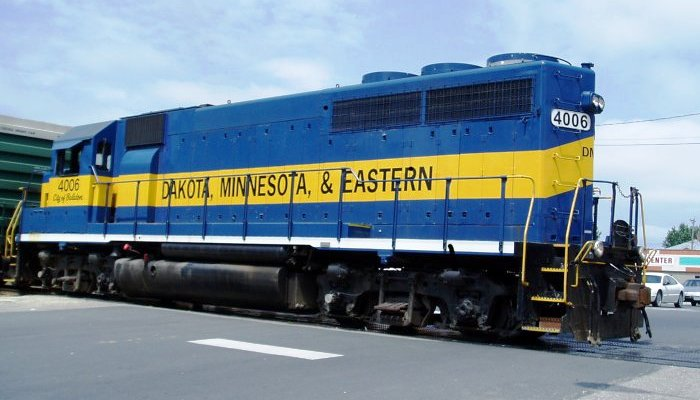
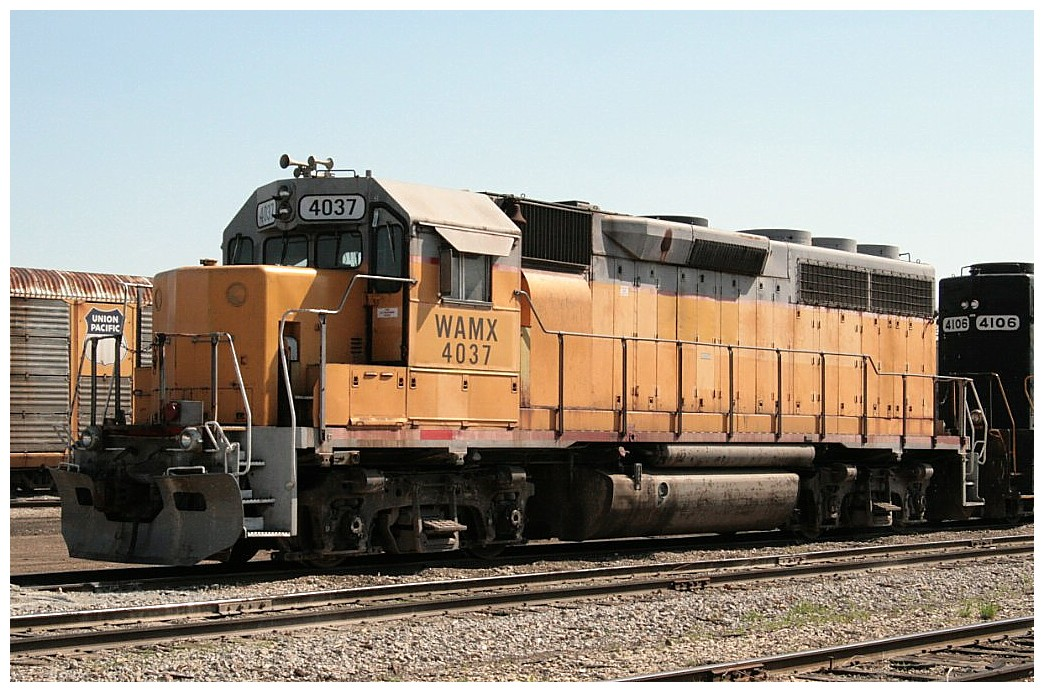
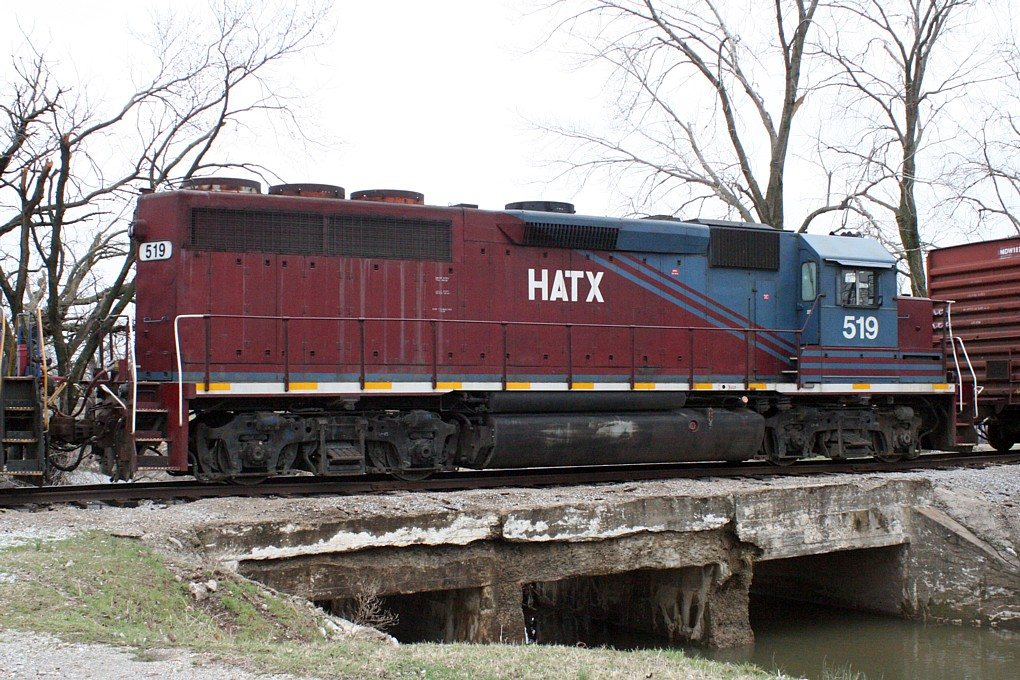
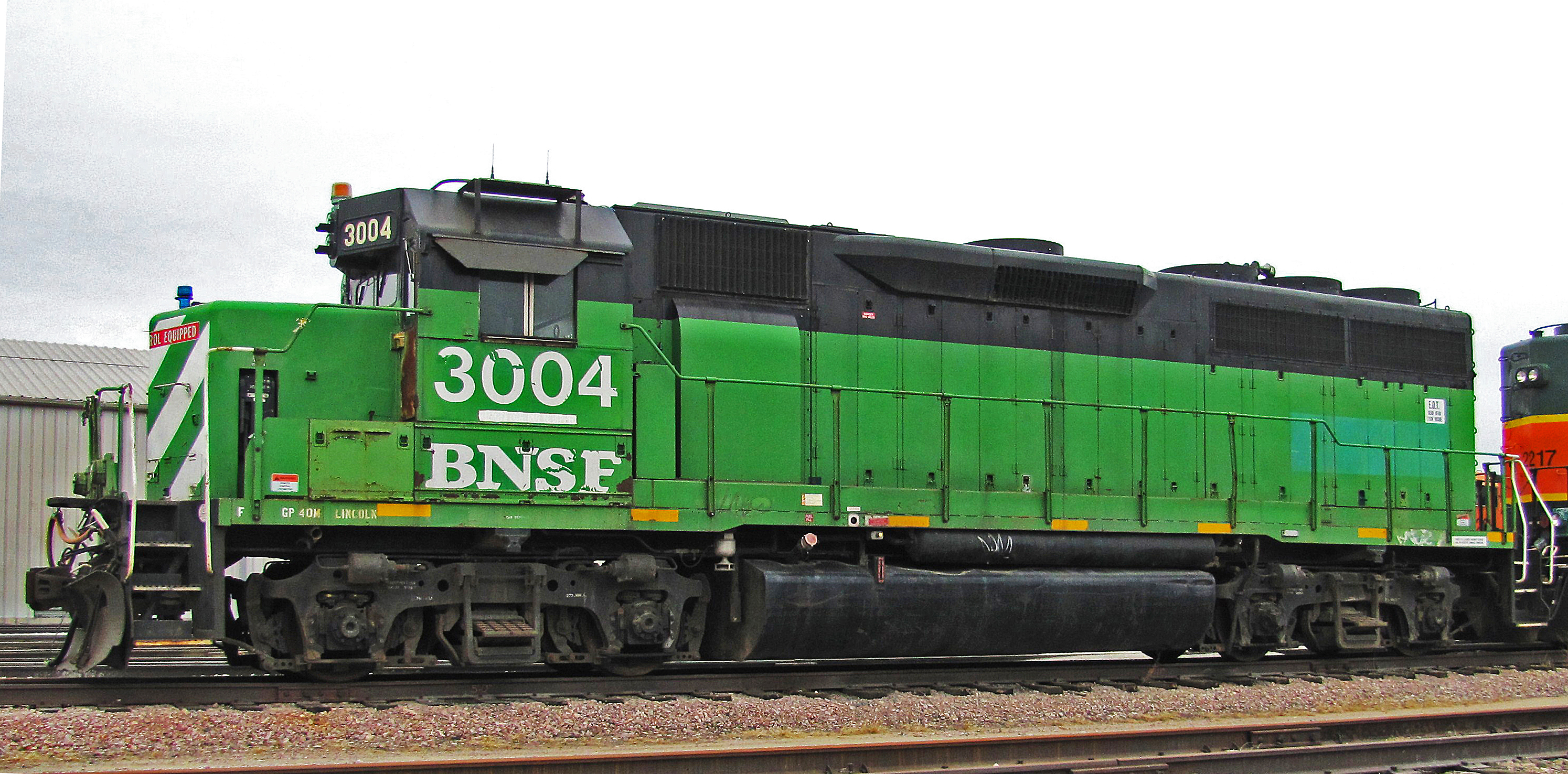